# Palomo
Palomo – stratowulkan położony na zachód od kaldery Caldera del Atuel, 130 kilometrów na południe od Santiago, w Chile. Wznosi się na wysokość 4860 m n.p.m. Pokryty jest śniegiem, poprzecinany lodowcami. Posiada podwójny krater, z którego w trakcie erupcji wypływały lawy bazaltowo-andezytowe i dacytowe. Brak jest danych o jego erupcjach w czasach historycznych, jednakże młoda morfologia wskazuje, iż ostatnia erupcja miała miejsce w holocenie.